# Cerkiew Zaśnięcia Matki Bożej w Szeplu
Cerkiew Zaśnięcia Matki Bożej – prawosławna cerkiew parafialna w Szeplu (rejon łucki). Do lutego 2019 r. znajdowała się w jurysdykcji Ukraińskiego Kościoła Prawosławnego Patriarchatu Moskiewskiego; obecnie należy do Kościoła Prawosławnego Ukrainy.
Drewniana świątynia została wzniesiona w 1780. Jest to budowla trójdzielna, z pojedynczą kopułą. W XIX w. poszerzony został cerkiewny przedsionek i wzniesiono nad nim dzwonnicę. Ikonostas cerkwi i zachowane w niej malowidła ścienne pochodzą z XVIII wieku.